# 原節子
原 節子（はら せつこ、1920年〈大正9年〉6月17日 - 2015年〈平成27年〉9月5日）は、日本の女優。神奈川県橘樹郡保土ヶ谷町帷子（現在の横浜市保土ケ谷区月見台）出身。本名は會田 昌江（あいだ まさえ）。
戦前から戦後にかけての日本映画を代表する女優のひとりで、「永遠の処女」と呼ばれた。『晩春』（1949年）や『東京物語』（1953年）などの小津安二郎監督作品の出演で知られ、ほか『わが青春に悔なし』（1946年）、『青い山脈』（1949年）、『めし』（1951年）などに出演した。
1963年に女優業を引退し、2015年9月5日に死去するまで隠遁生活を送った。

## 経歴
神奈川県橘樹郡保土ヶ谷町帷子（現在の横浜市保土ケ谷区月見台）で、尾上町で生糸商を営む父・藤之助、母・ナミの間に末っ子として生まれた。兄弟は男2人、女5人であった。三番目の姉の子が映画監督の木下亮である。保土ヶ谷尋常高等小学校（現・横浜市立峯小学校）から私立横浜高等女学校（現在の横浜学園高等学校）に進むが、家庭が経済的に困窮していたこともあり、次女光代と結婚していた映画監督の熊谷久虎の勧めに従って映画界に入ることにし、女学校を二年で中退した。一年の時には、後に小説家となる中島敦から直接の授業を受けている。
1935年4月15日、日活多摩川撮影所に入社し、同年の日活映画『ためらふ勿れ若人よ』（田口哲監督）で映画デビュー。同作で演じた役名「節子」は芸名の「節子」と一致していた。

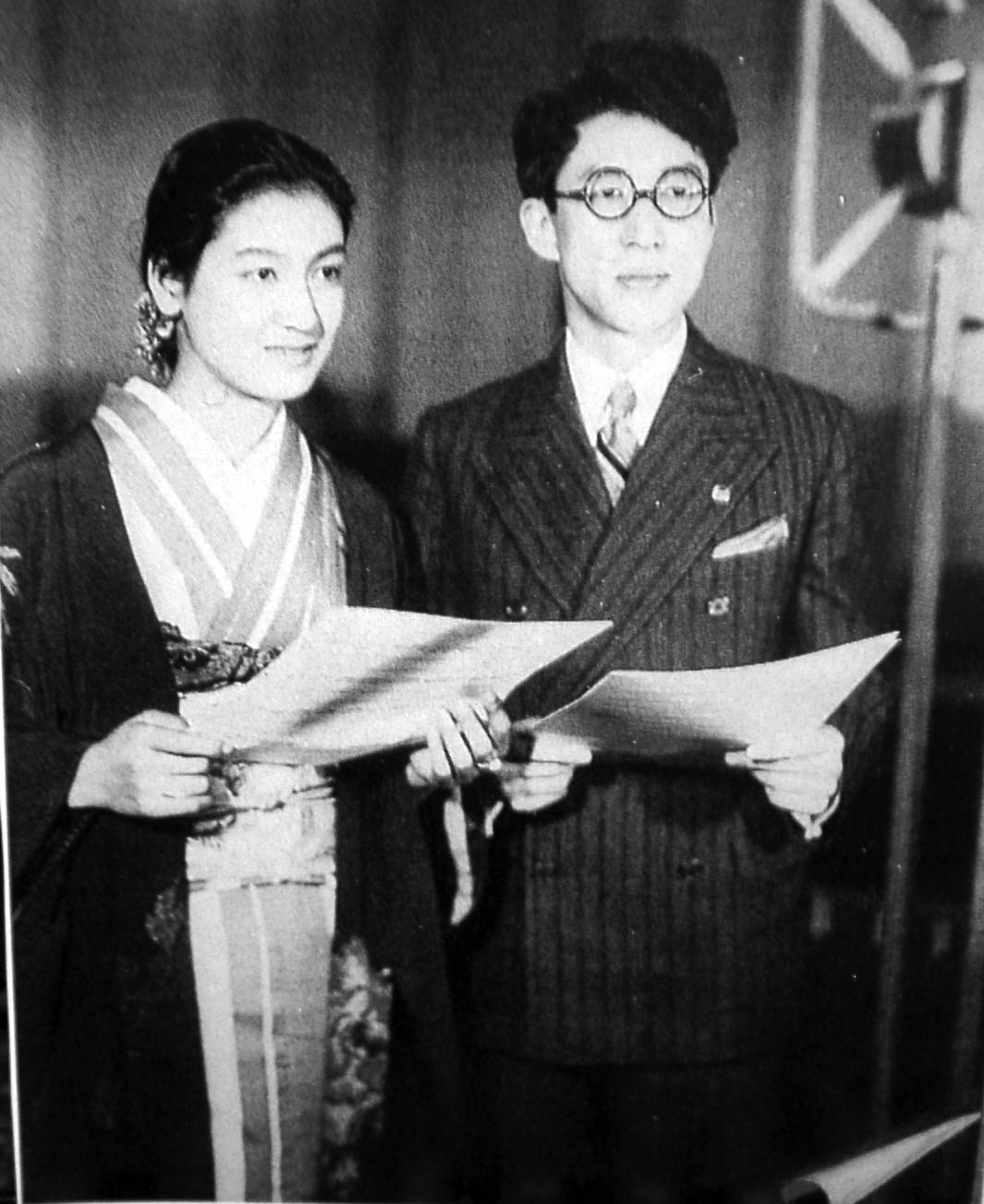
東海林太郎と（1936年）

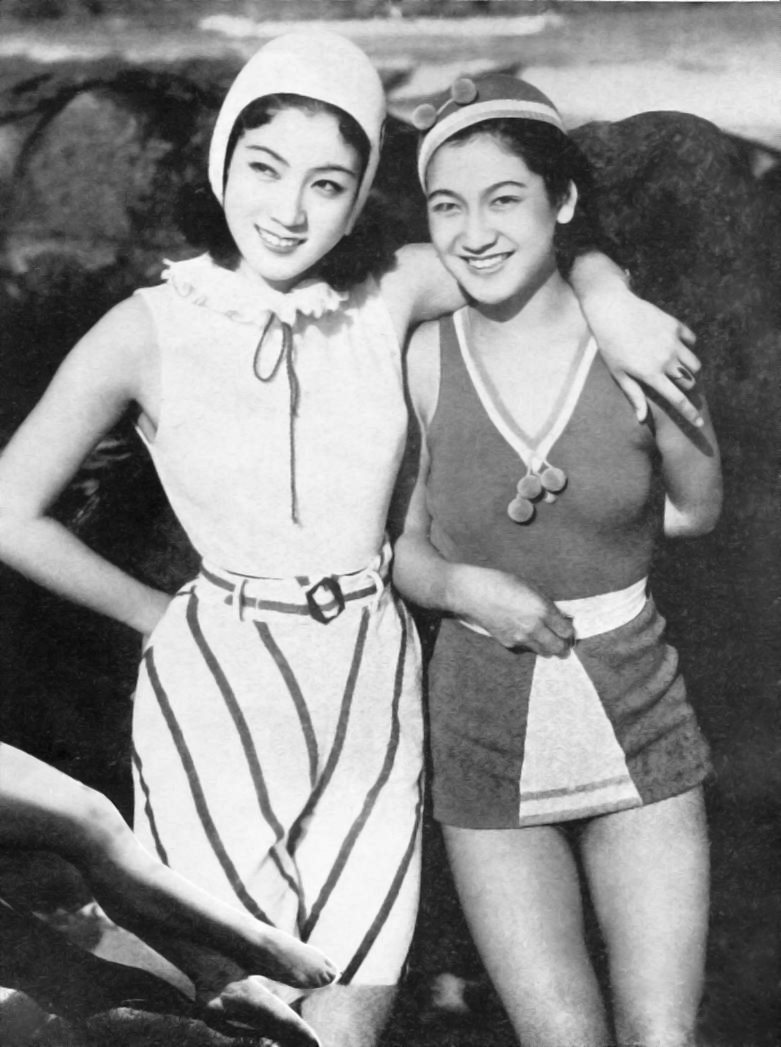
『日活画報』1936年7月号。右が原節子。左は黒田記代

1936年、第7回出演作品『河内山宗俊』撮影中に見学にきたドイツのアーノルド・ファンク監督の目にとまり、初の日独合作映画『新しき土』のヒロイン役に抜擢される。ファンクは当初、田中絹代も一緒にキャスティングしようとしたが田中が松竹の専属であったためにかなわず、原のみのキャスティングとなった。伊丹万作監督も請われて協力したこの作品は、結果としてファンクが編集した版と、ファンクと対立した伊丹が編集した版の両方がつくられてどちらも公開された。
1937年3月12日、原は義兄熊谷久虎や東和の川喜多長政らと共に下関から海路大連に向かった。そこからシベリア鉄道を利用して3月26日にベルリンに到着。先に帰国していたファンクが一行を出迎え、アドルフ・ヒトラーはじめ、ナチ党幹部がこの映画をすでに見ており、皆から高評価を受けたと伝えた。宣伝省の工作もあって、原はドイツ各地で大歓迎された。この後一行はフランスからアメリカへ渡り、7月28日に帰国した。この『新しき土』における日独合作映画の製作は、11月25日に締結される日独防共協定の交渉と準備のための両国スタッフの往来をカモフラージュするためのものだったという。
11月30日に発足した東宝映画株式会社に移籍。『新しき土』への出演によって一躍、銀幕のスターダムに駆け上がった原だったが、「もっと勉強してからスターになるべきだった」と小杉勇が述懐したように、しばしば演技が未熟であるという批判にさらされることになる。今井正によれば、戦中の原は義兄熊谷久虎に影響されて「ユダヤ人謀略説」を唱えていたという。太平洋戦争中は、1942年の『ハワイ・マレー沖海戦』をはじめ『決戦の大空へ』、『勝利の日まで』、『望楼の決死隊』などの戦意高揚映画に数多く出演している。終戦後の一時期は、『ハワイ・マレー沖海戦』などの特撮を手掛けた円谷英二の自宅に下宿していた。
1946年9月、終戦の翌年に原は資生堂のイメージガールに起用され、戦後初の多色刷りポスターが街中を賑わせた。さらに黒澤明監督の戦後初の作品『わが青春に悔なし』のヒロインに抜擢される。当時の東宝はいわゆる東宝争議のさなかにあり、そのあおりを受けた原は新東宝映画製作所に移る。
1947年6月、フリーの女優として独立する。フリー第1作は初の松竹出演作品となった『安城家の舞踏会』（1947年）であった。同作のヒットで原は戦後のトップ女優としての地位を確立した。
1949年、『青い山脈』では女性教師役を演じ、服部良一作曲の同名主題歌とともに映画も大ヒットした。初めて小津安二郎監督と組んだ作品『晩春』に出演。1961年、『小早川家の秋』まで小津監督の6作品に出演を果たすことになる。
原は一般的に小津作品での印象が強いが、出演作の中でもっとも多くメガホンをとったのは山本薩夫監督（7本）であり、以下6本で小津、島津保次郎、渡辺邦男、今井正が続く。小津監督は女優としての原節子を絶対的に高く評価し、自らの作品に起用し続けた。

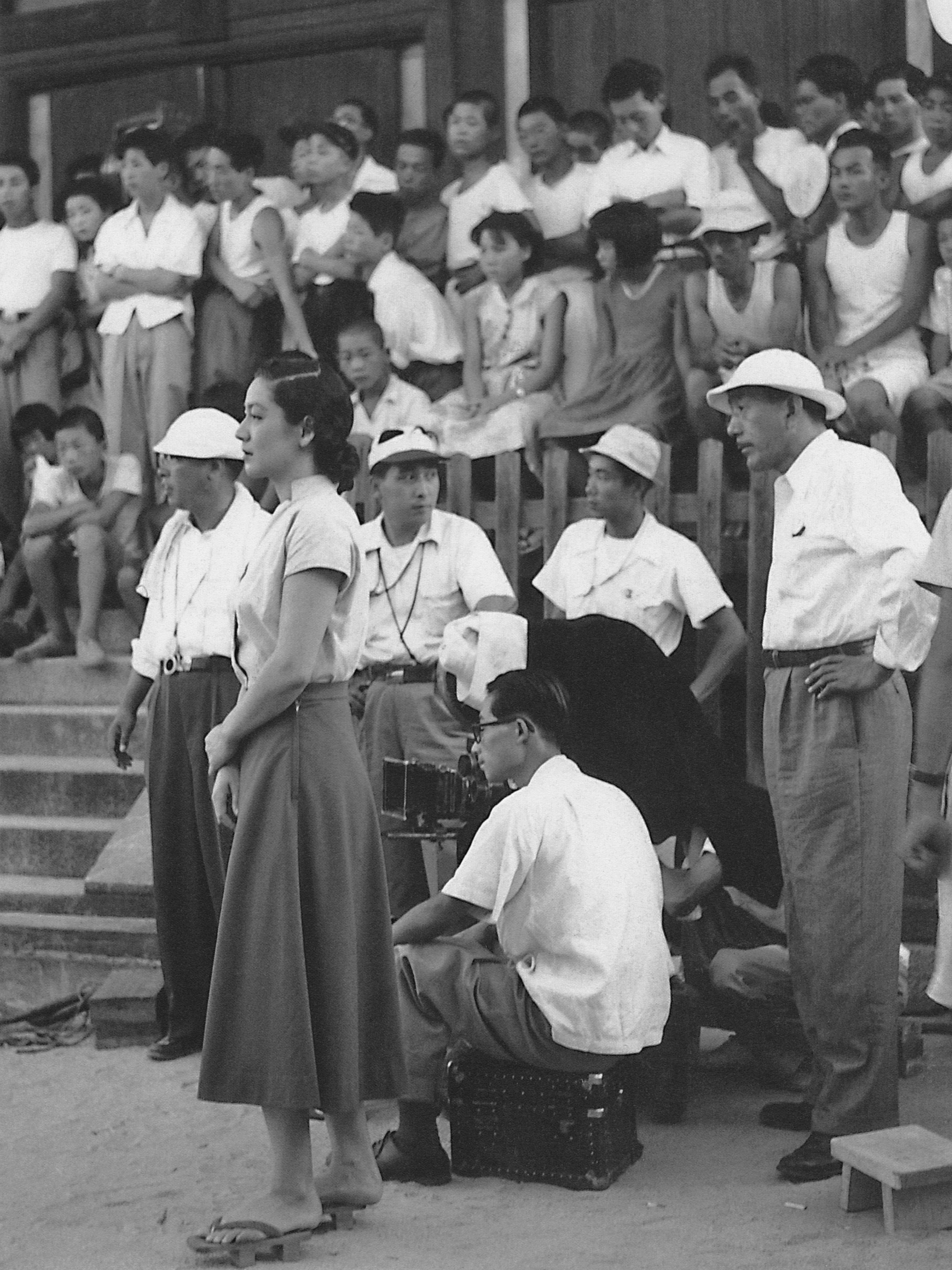
『東京物語』撮影中の原節子と小津安二郎監督（1953年8月16日、尾道浄土寺）

1949年（昭和24年）、『晩春』『青い山脈』『お嬢さん乾杯』の演技が評価され、毎日映画コンクールの女優演技賞を受賞した。ルックス先行の人気、とささやかれてきた原にとって演技面での評価をうけることは長きにわたる宿願であった。1952年の『東京の恋人』以降、しばらく出演作が途絶えたことでマスコミから「伝説の存在」と表現されるようになった（1953年公開の『恋の風雲児』は1945年作品）。原が現場に復帰した1953年、『白魚』の御殿場駅での撮影中に原の眼前で、東宝のカメラマンであった実兄会田吉男が助手の伊藤哲夫と共に列車に撥ねられ不慮の死を遂げるという悲劇に遭った。小津監督と原の代表作になった『東京物語』はこの事件の直後にクランクインしている。1954年、原は体調を崩して通院を繰り返すことになり、引退をささやかれるようになった。
体調が回復した1955年公開された『ノンちゃん雲に乗る』では初めて母親役を演じる。
1956年、『婚約三羽烏』が原にとって初のカラー作品となった。
1962年、稲垣浩監督による東宝創立30周年記念作品『忠臣蔵 花の巻・雪の巻』が封切られ、原は大石内蔵助の妻りくを演じた。これが原にとって最後の出演作品となった。
1963年12月12日、小津監督が還暦の誕生日に東京医科歯科大学附属病院で没し、その通夜に出席したのを最後に原は女優業を事実上引退し、以降表舞台には一切姿を見せなくなった。晩年の原は鎌倉市で親戚と暮らしているとされ、近況に関してはほとんど外出しないが元気であったということだけが伝えられた。引退に関しては「老いていく姿を人前に晒したくないと考えていた」「撮影用のライトで白内障を患い、健康上の理由で引退を決意した」「戦前の国策映画に出演していた自分の責任を強く感じており、けじめをつけるべきだと考えていた」といった様々な憶測が飛び交ったが、高橋治は原が「小津の死に殉じるかのように」公的な場から身を引いたと表現している。当時、その理由として「畳の上での芝居がしづらくなったから」と岡田茉莉子に語っている。引退後は好きなだけ海外旅行へ行きたいと語っていたが、海外旅行どころか国内旅行にさえ一切行かず、晩年には外食さえしなかったと言われている。同年に東宝が毎年制作しているカレンダーはこれまで11年連続で原節子が1月を飾っていたが、前年より撮影を拒否し密かに引退を決意していたといわれる。この年の1月は司葉子と藤山陽子だった。
1964年、東京都狛江市の実家から神奈川県鎌倉市の義兄・熊谷久虎宅の敷地内へ引っ越す。
1965年、これまで東宝には「気に入った作品があれば出る」とお茶を濁していたが、東宝に戻る気がないことを正式に通達し、映画に出なくなってから振り込まれた契約料を返却し、今後は一切振り込まないよう伝えた。一方、1968年ごろまで東宝が年間契約料を払っていたという資料もある。
1968年9月、小津との共同脚本家野田高梧の通夜に出たのを最後に、公の場から姿を消した。
1969年、映画監督の成瀬巳喜男が亡くなったとき「会田昌江」名義で供花を送る。
1973年、小津の没後10年を記念して信州蓼科に小津と野田の有縁地碑を建てるとき「会田昌江」名義で寄付をする。
デビュー間もない頃、渡米した際にマレーネ・ディートリヒに頭を撫でられ、えらく感激したという逸話があったため、1974年暮れにディートリヒが来日してディナーパーティをした時、四分六分で出席すると読み、報道陣が大挙押し寄せたが姿を見せなかった。
1993年、笠智衆の通夜前に極秘に訪れ、一部の関係者に気付かれたのが最後の目撃であった。
1994年、東京都内のかつての自宅の土地を売却し、約12億円の所得を得たことで、この年の高額納税者番付で全国の75位で登場し、話題となった。
2015年9月5日、肺炎のため神奈川県内の病院で95歳の生涯を閉じた。原の訃報は、没後約2か月半が経過した11月25日にマスメディアで伝えられた。

## 引退後のメディア出演
原節子は明確な引退宣言をしていないため、事実上最後の出演作になった『忠臣蔵 花の巻・雪の巻』（1962年）以降に限って記す。そのほとんどが隠し撮りであった。
- 1963年12月12日、小津監督の通夜に出席。『日刊スポーツ』記者のインタビューに答えている。「先生のあの独特の作風が、もう二度と見られないと思うと…（中略）。せめてもう一度、小津先生とごいっしょに、精いっぱいの仕事ができたらと、それだけが、ほんとうに心残りです」。この時は会田昌江名で弔問に訪れていた[42][43]。
- 1968年9月、野田高梧の通夜出席[36][27]。
- 1970年6月、『週刊平凡』の隠し撮り[44][45]。
- 1973年2月、『報知新聞』にコメントを寄せた。在米大使館から報知新聞へ持ち込まれた話で、アメリカの退役軍人が中国で拾ってきた日の丸に寄せ書きの一部として原節子と水戸光子のサインがあった[46]。そのことについて電話取材に応じている。それについて義兄たちと一緒に考えたものの「どうしても思い当たる人がいない」と答え、以下のように続けている。「私はもう原節子という名前を捨てて、いまは本名の会田昌江で暮らしておりますが、あのころは戦時下で、この種の国旗については何百回とサインしていますので、ほんとうに申し訳ありませんけど、正久さんというお名前には記憶がありません」と答えている。これが、引退後の正式なマスコミに対する最後の肉声になっている[47][48]。
- 1975年8月15日、TBS『モーニングジャンボ奥様8時半です』の隠し撮り[49][50]。
- 1978年6月、『週刊文春』の隠し撮り[51][52]。
- 1983年1月、『FOCUS』の隠し撮り[53][54]。
- 1985年11月、『Emma』の隠し撮り[55][56][57]。
- 1993年、笠智衆の通夜前に出席。
- 1994年、高額納税者番付全国75位に登場。
- 2000年6月、『FRIDAY』の隠し撮り[58][59][60]。
- 2002年7月、『女性自身』の隠し撮り[61][62][63]。

## 人物・エピソード

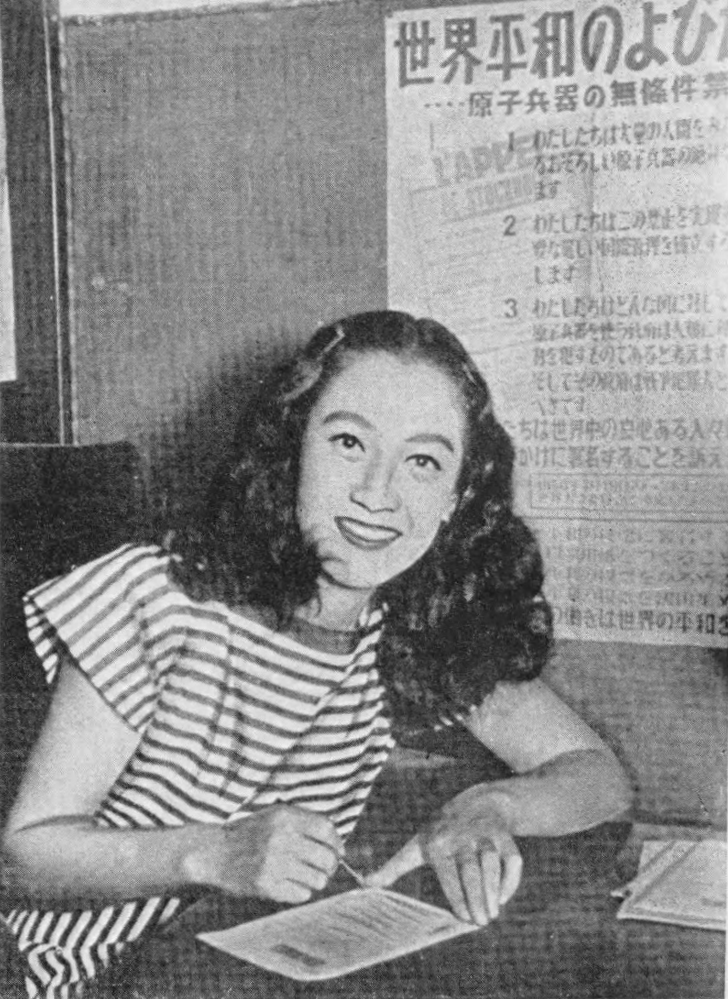
ストックホルム・アピールに署名する原（1950年）

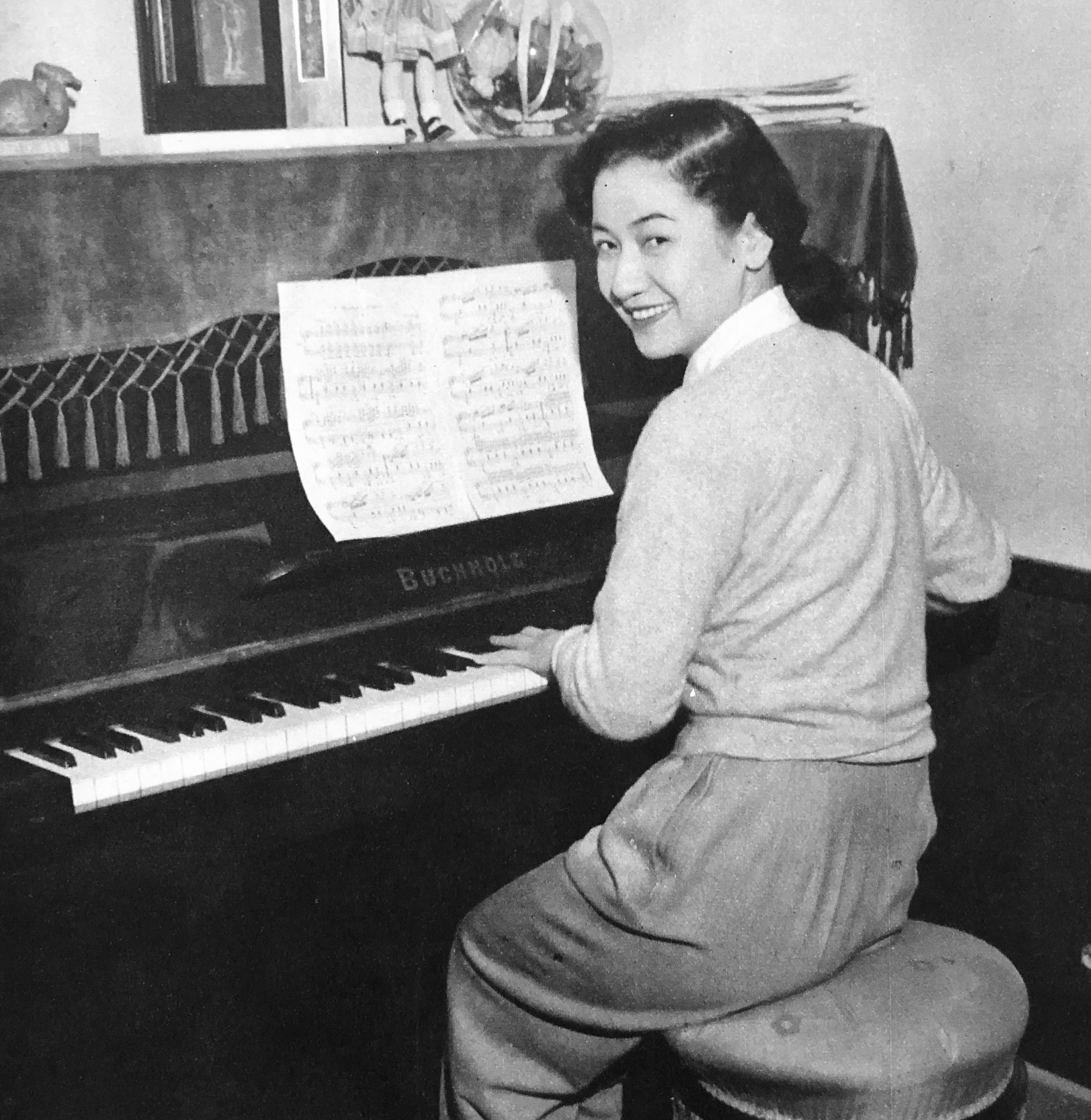
1955年

- 小津安二郎は｢一時世間から美貌がわざわいして演技が大変まずいというひどい噂をたてられたこともあるが、僕はむしろ世間で巧いといわれている俳優こそまずくて彼女の方がはるかに巧いとすら思っている｣とし[64]、1951年には「原節子ほど理解が深くてうまい演技をする女優は珍しい。『原節子は大根だ』と評するのはむしろ監督が大根に気づかぬ自分の不明を露呈するようなものだ。実際、お世辞抜きにして、日本の映画女優としては最高だと私は思っている」[65]とも語っている。

- 現役女優の頃は美貌のトップ女優で、その早い引退と引退後の完全な隠遁生活、生涯独身を貫いたことなどが共通点として、「日本のグレタ・ガルボ」とも言われている。

- 笠智衆は著書『大船日記』で「原さんは、きれいなだけじゃなく、演技も上手でした。ほとんどNGも出しません。めったなことでは俳優を褒めなかった小津先生が、『あの子はウマいね』とおっしゃっていたのですから、相当なもんです」「普段はおっとりとして、気取らない方でした。美人に似合わずザックバランなところもありました。撮影の合間に、大きな口を開けて『アハハ』と笑っとられたことを覚えています」と回想している[66]。原と共演したことがある女優の司葉子は原の一番の魅力を「清潔感｣と指摘、｢演技では出せない生地の魅力｣としている[67]。司は引退後の原と電話で時々会話をしていた[68]。

- 2000年に『キネマ旬報』が発表した「20世紀の映画スター・女優編」では第1位に選出された。また、2014年に同誌が発表した『オールタイム・ベスト 日本映画男優・女優』では女優部門の4位に選ばれた[69]。1936年から1940年までの年代別プロマイドの売上ベスト10では、男女総合1位に選ばれている。

- 原はたばことビールが大好きだった[70][71]。スターとして偉ぶることなくスタッフとも打ち解け[72]、緊張している新人女優のことを気にかけて、声をかけたり食事に誘うなど気さくな人柄だった[73]。麻雀が好きで風見章子や中北千枝子を相手にはしゃぎながら打ち[73]、引退当初も自宅に友人を招いて家庭麻雀をしていた[74]。

- 1994年にバイク事故で負傷し、芸能活動を休業していたタレントのビートたけしに、原の名前で入院中のたけしに数珠が贈られた。たけしは自身の復帰会見で原から数珠を贈られたことその数珠を肌身離さず身につけている事を明かした。この時、芸能界を引退して久しかった原の名前が出た事で大きな話題となった。その後もたけしは時折このエピソードを語り[75]、原が亡くなった際も「一度会ってお礼がしたかった」と偲んだ[76]。しかし実際にはこれは原を騙った愉快犯によるもので、原の没後に毎日新聞から取材を受けた遺族は真実ではないと言明している[77]。原の評伝を執筆した石井妙子は「節子の性格と引退後の徹底した隠棲、芸能界嫌いを知っていれば、おかしいと気づく」と指摘している[77]。

## 出演映画

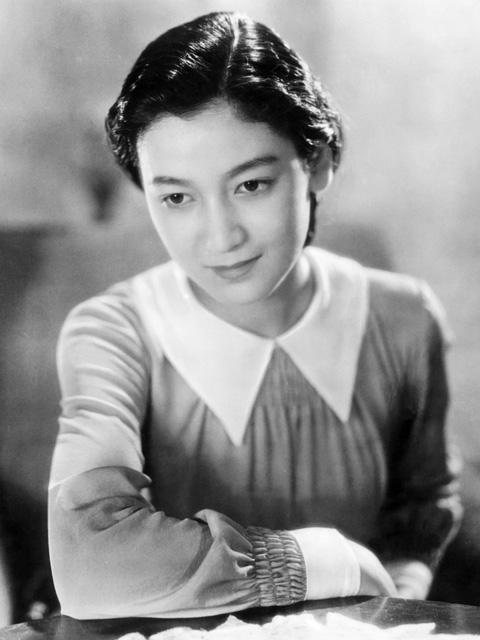
『新しき土』（1937年）

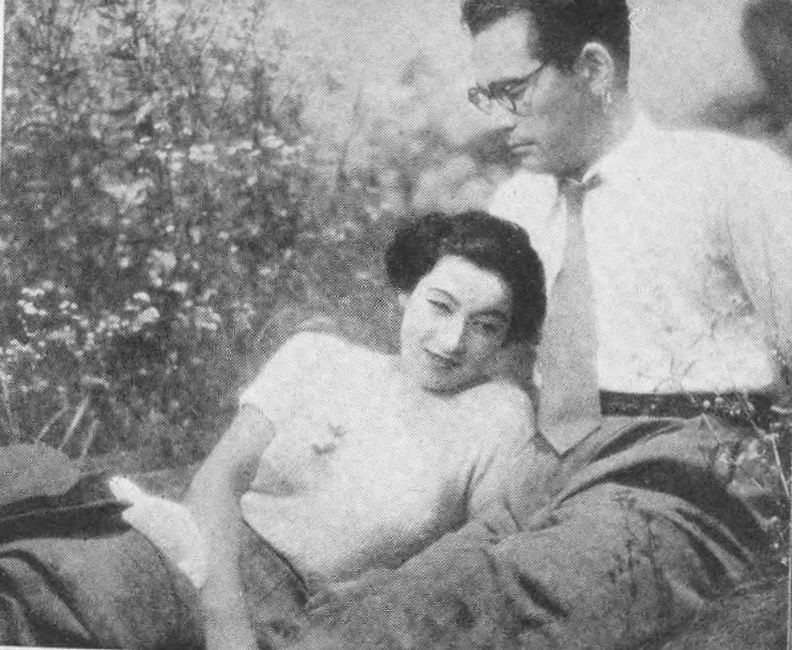
『わが青春に悔なし』（1946年）

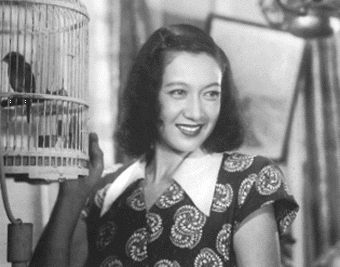
『安城家の舞踏会』（1947年）

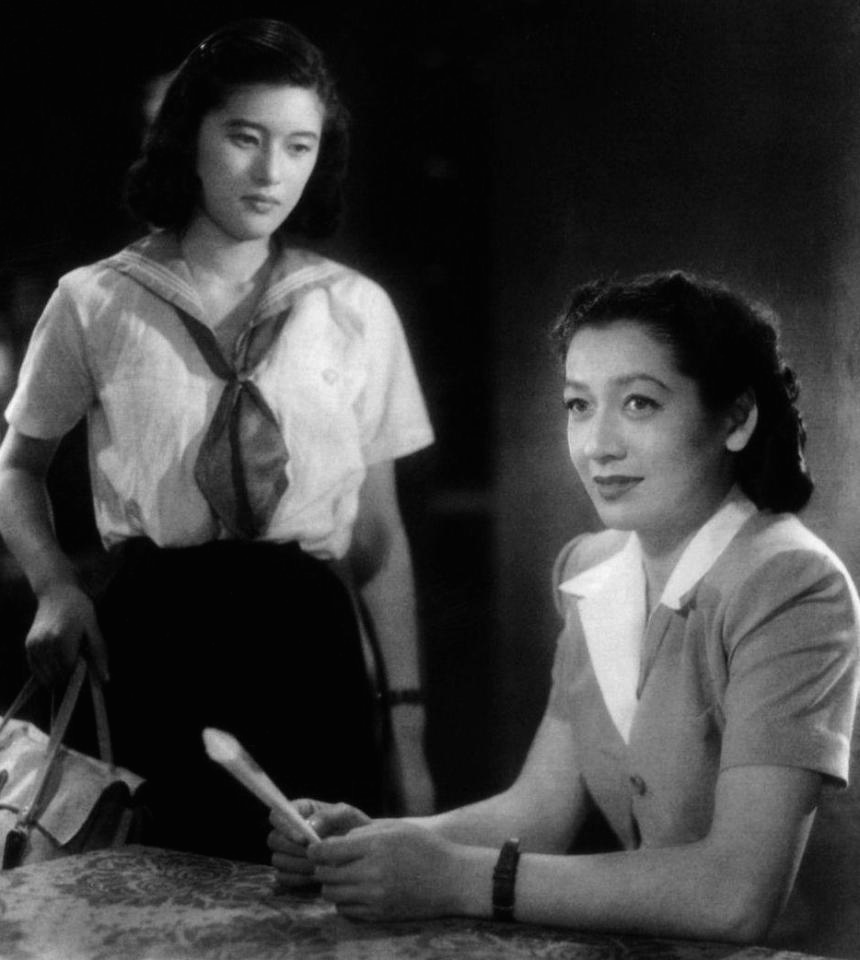
『青い山脈』（1949年）

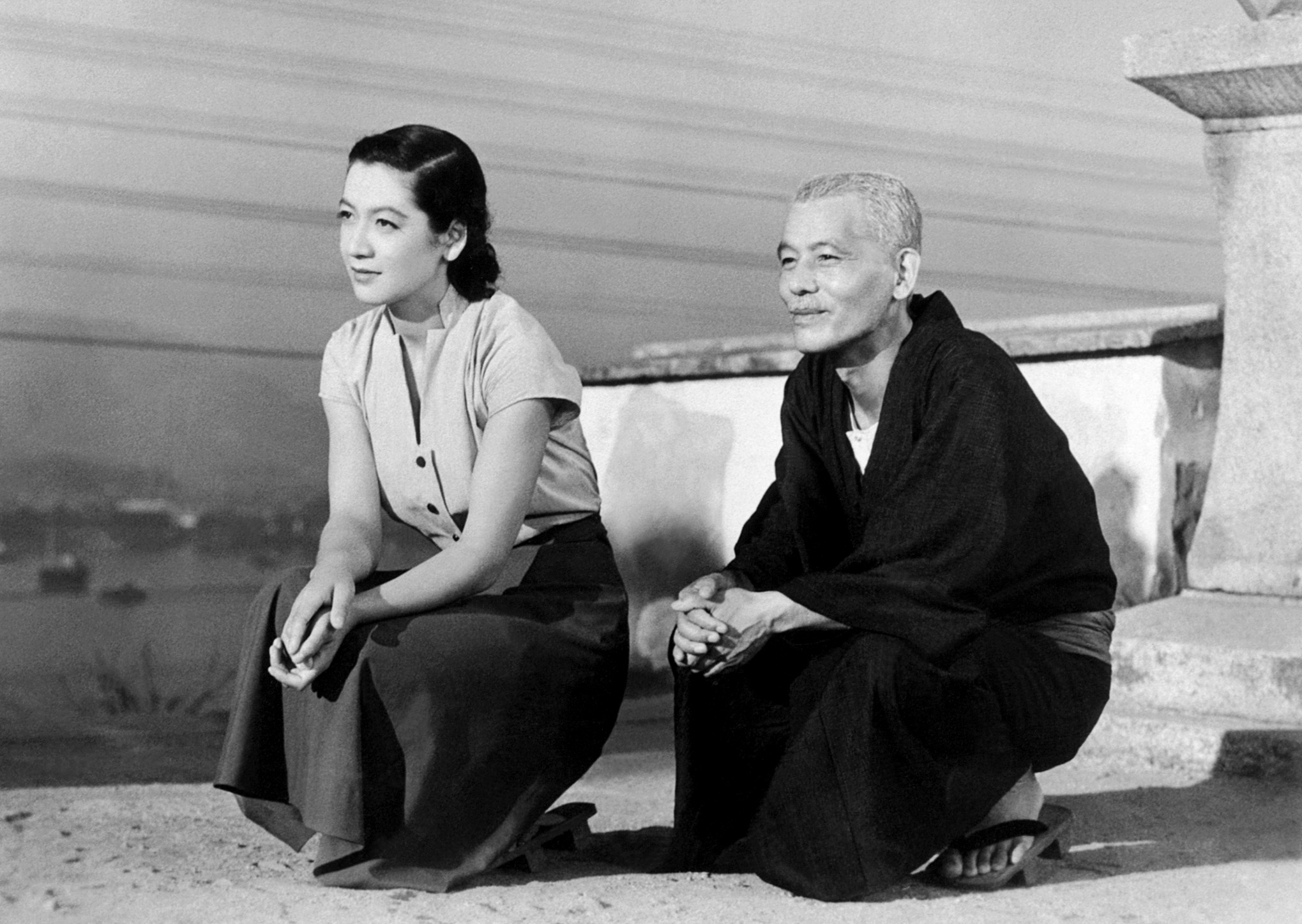
『東京物語』（1953年）

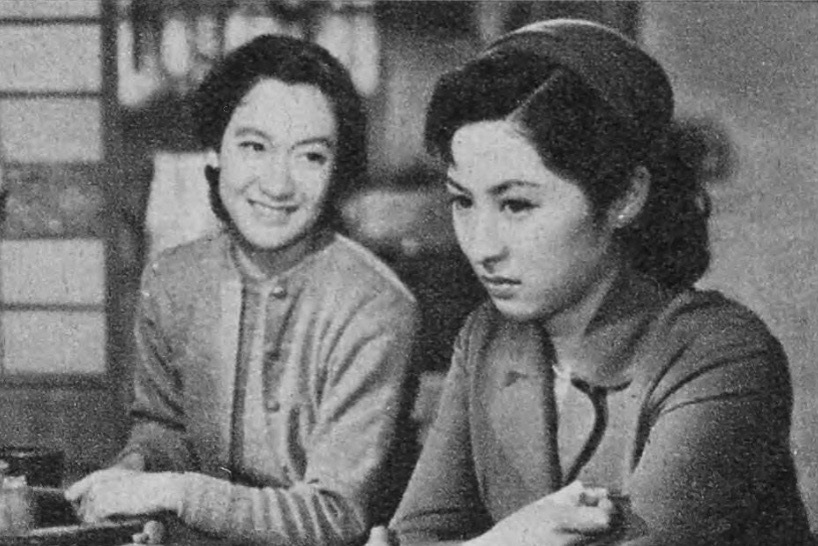
『驟雨』（1956年）

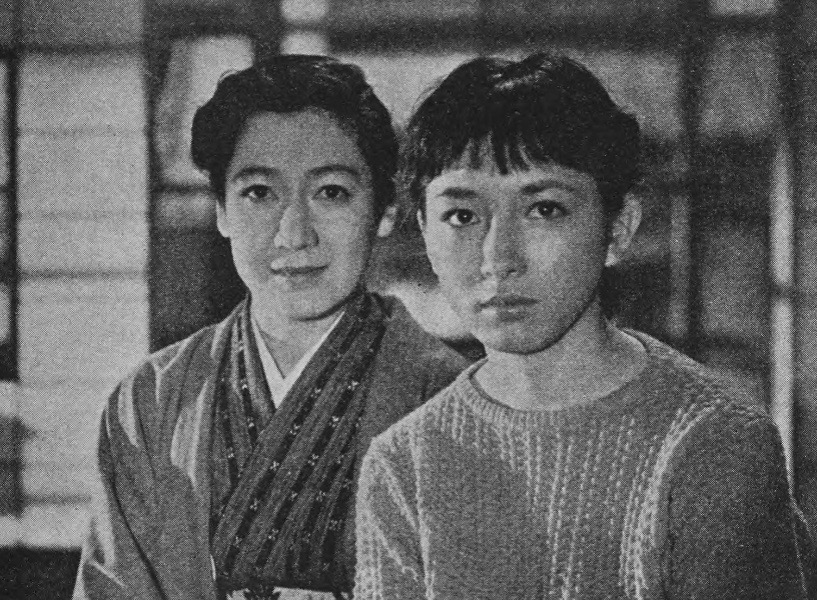
『東京暮色』（1957年）

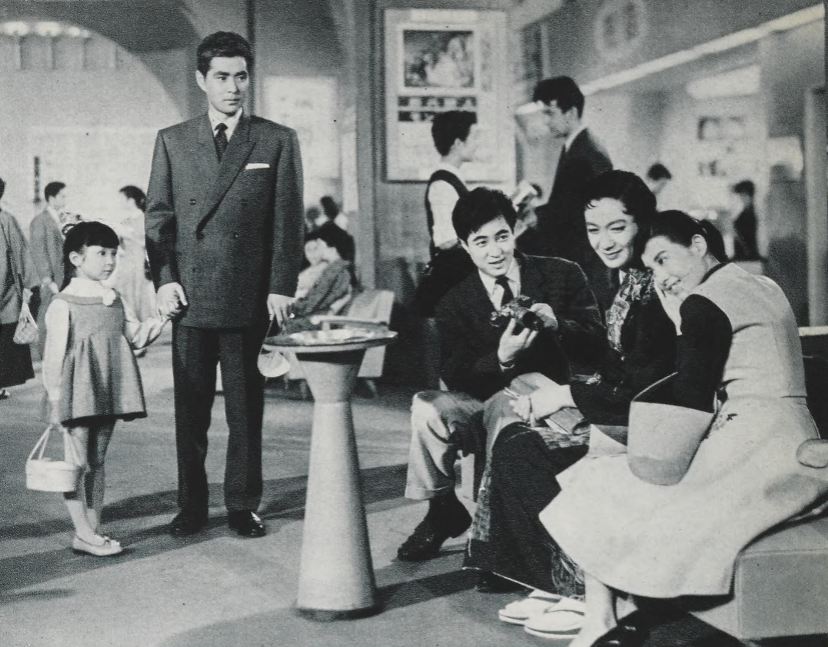
『女であること』（1958年）

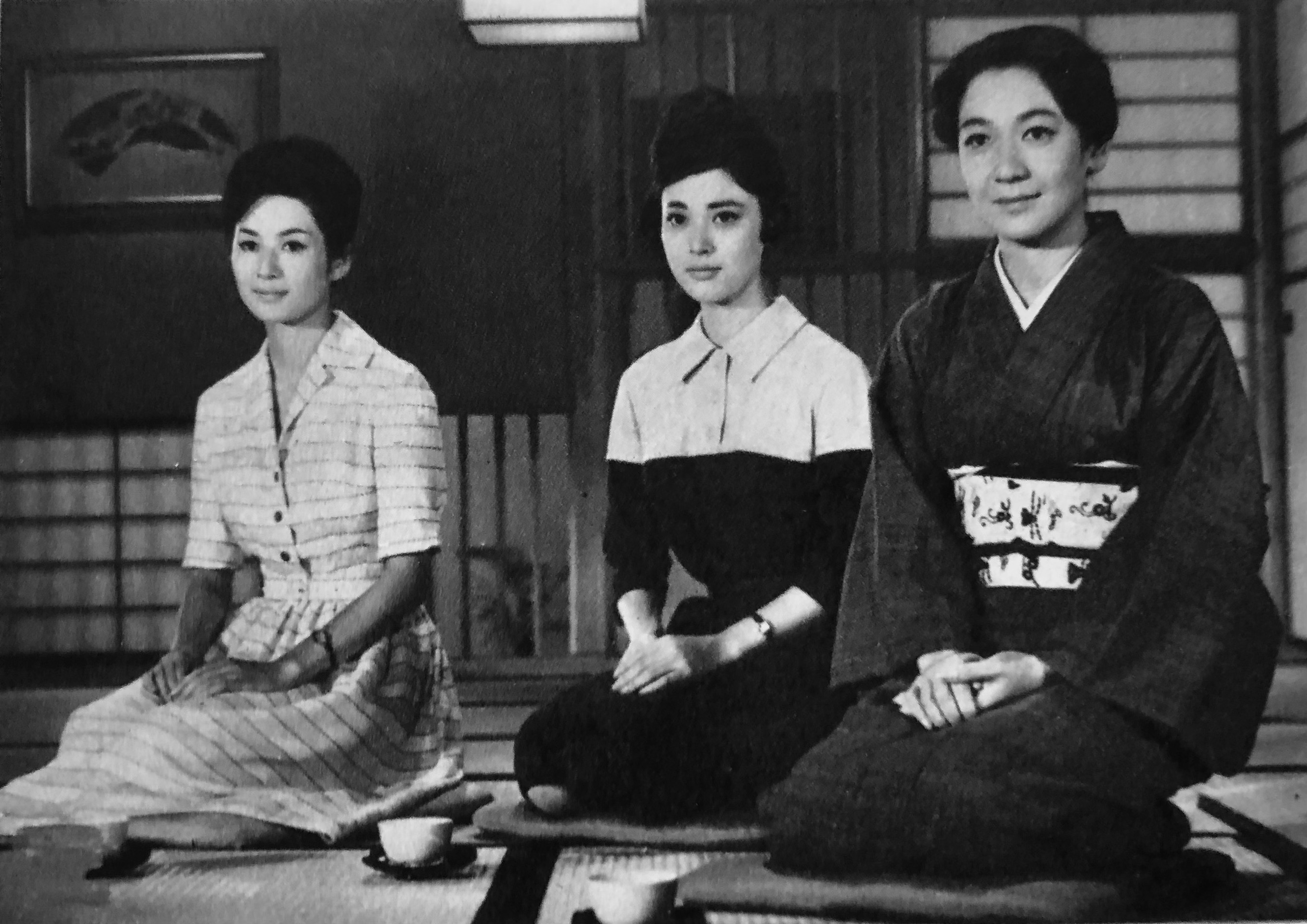
『秋日和』（1960年）

- 『ためらふ勿れ若人よ』（田口哲 監督、1935年） - 節子
- 『深夜の太陽』（倉田文人 監督、1935年） - 君江
- 『魂を投げろ』（田口哲 監督、1935年） - 女学生[注釈 6][78]
- 『緑の地平線』前篇・後篇（阿部豊 監督、1935年） - ゆかり[注釈 7]
- 『白衣の佳人』（阿部豊 監督、1936年） - 由紀子
- 『河内山宗俊』（山中貞雄 監督、1936年） - お浪
- 『嫁入り前の娘達』（吉村廉 監督、1936年） - 杉浦美枝子
- 『生命の冠』（内田吐夢 監督、1936年） - 有村絢子
- 『丹下左膳 日光の巻』（渡辺邦男 監督、1936年） - おまつ
- 『検事とその妹』（渡辺邦男 監督、1937年） - 明子
- 『新しき土』（アーノルド・ファンク 監督、1937年） - 大和光子
- 『東海美女伝』（石田民三 監督、1937年） - お由利
- 『母の曲』前編・後編（山本薩夫 監督、1937年） - 桂子
- 『巨人伝』（伊丹万作 監督、1938年） - 千代
- 『田園交響楽』（山本薩夫 監督、1938年） - 雪子
- 『将軍の孫』（渡辺邦男 監督、1938年） - 笹野南枝
- 『冬の宿』（豊田四郎 監督、1938年） - 三宅和子
- 『美はしき出発』（山本薩夫 監督、1939年） - 都美子
- 『忠臣蔵』前後編（滝沢英輔、山本嘉次郎 監督、1939年） - おてる
- 『上海陸戦隊』（熊谷久虎 監督、1939年） - 明珠[注釈 8]
- 『街』（山本薩夫 監督、1939年） - 苑生
- 『女の教室』（阿部豊 監督、1939年） - 陳鳳英
  - 『女の教室』前編（学校の巻・七つの俤）
  - 『女の教室』 中後編（人生の巻・美しき星、戦争の巻・心の花）
- 『東京の女性』（伏水修 監督、1939年） - 君塚節子
- 『光と影』前後編（島津保次郎 監督、1940年） - 桂佐保子
- 『東遊記』（大谷俊夫 監督、1940年） - 女優
- 『嫁ぐ日まで』（島津保次郎 監督、1940年） - 生方好子
- 『蛇姫様』第一編（衣笠貞之助 監督、1940年） - 琴姫
- 『女の街』（今井正 監督、1940年） - いね子
- 『二人の世界』（島津保次郎 監督、1940年） - さち子
- 『姉妹の約束』（山本薩夫 監督、1940年） - 幸子
- 『兄の花嫁』（島津保次郎 監督、1941年） - 原田昌子
- 『大いなる感情』（藤田潤一 監督、1941年） - 高田篤子
- 『結婚の生態』（今井正 監督、1941年） - 中村春子
- 『指導物語』（熊谷久虎 監督、1941年） - 瀬木邦子
- 『希望の青空』（山本嘉次郎 監督、1942年） - 千鶴子
- 『青春の気流』（伏水修 監督、1942年） - 槙子
- 『若い先生』（佐藤武 監督、1942年） - 平山富美子
- 『緑の大地』（島津保次郎 監督、1942年） - 上野初枝
- 『母の地図』（島津保次郎 監督、1942年） - 岸桐江
- 『ハワイ・マレー沖海戦』（山本嘉次郎 監督、1942年） - きく子[79]
- 『阿片戦争』（マキノ正博 監督、1943年） - 愛蘭
- 『望楼の決死隊』（今井正 監督、1943年） - 高津由子
- 『若き日の歓び』（佐藤武 監督、1943年） - 穂積泰子
- 『決戦の大空へ』（渡辺邦男 監督、1943年） - 村松杉枝
- 『熱風』（山本薩夫 監督、1943年） - 平沼久美子
- 『怒りの海』（今井正 監督、1944年） - 平賀光子
- 『勝利の日まで』（成瀬巳喜男 監督、1945年）[注釈 9]
- 『北の三人』（佐伯清監督、1945年）
- 『緑の故郷』（渡辺邦男 監督、1946年） - 栗山マキ
- 『麗人』（渡辺邦男 監督、1946年） - 菊小路圭子
- 『わが青春に悔なし』（黒澤明 監督、1946年） - 八木原幸枝
- 『かけ出し時代』（佐伯清 監督、1947年） - 智田美也子
- 『安城家の舞踏会』（吉村公三郎 監督、1947年）[注釈 10]
- 『女だけの夜』（倉田文人 監督、1947年） - 由利しげ子
- 『三本指の男』（松田定次 監督、1947年） - 白木静子
- 『誘惑』（吉村公三郎 監督、1948年） - 孝子
- 『時の貞操』前編・後編（吉村廉 監督、1948年） - 森しづ江
- 『颱風圏の女』（大庭秀雄 監督、1948年） - 佐藤久里子
- 『幸福の限界』（木村恵吾 監督、1948年） - 高松由岐子
- 『殿様ホテル』（倉田文人 監督、1949年） - 長岡アキ
- 『お嬢さん乾杯』（木下惠介 監督、1949年） - 池田恭子[注釈 11]
- 『青い山脈』（今井正 監督、1949年） - 島崎雪子
  - 『続青い山脈』（今井正 監督、1949年） - 島崎雪子
- 『晩春』（小津安二郎 監督、1949年） - 紀子[注釈 12]
- 『白雪先生と子供たち』（吉原廉 監督、1950年） - 雨宮加代子
- 『女医の診察室』（吉村廉 監督、1950年） - 田島文子
- 『野生』（沢村勉 監督、1950年） - ユキ
- 『七色の花』（春原政久 監督、1950年） - 柏木照子
- 『白痴』（黒澤明 監督、1951年） - 那須妙子
- 『麦秋』（小津安二郎 監督、1951年） - 間宮紀子
- 『めし』（成瀬巳喜男 監督、1951年） - 妻・三千代
- 『風ふたたび』（豊田四郎 監督、1952年） - 久松香菜江
- 『東京の恋人』（千葉泰樹 監督、1952年） - ユキ
- 『恋の風雲児』（山本嘉次郎 監督、1953年） - 雪子
- 『白魚』（熊谷久虎 監督、1953年） - 上村幸子
- 『東京物語』（小津安二郎 監督、1953年） - 紀子
- 『山の音』（成瀬巳喜男 監督、1954年） - 尾形菊子
- 『ノンちゃん雲に乗る』（倉田文人 監督、1955年） - お母さん
- 『美しき母』（熊谷虎久 監督、1955年） - 光代
- 『驟雨』（成瀬巳喜男 監督、1956年） - 並木文子
- 『愛情の決算』（佐分利信 監督、1956年） - 勝子
- 『婚約三羽烏』（杉江敏男 監督、1956年） - 松川女史[注釈 13]
- 『女因と共に』（久松静児 監督、1956年） - 杉山保安課長
- 『兄とその妹』（松林宗恵 監督、1956年） - 妻・あき子
- 『大番』（千葉泰樹 監督） - 森可奈子
  - 『大番』（1957年）
  - 『続大番 風雲編』（1957年）
  - 『続々大番 怒涛編』（1957年）
  - 『大番 完結編』（1958年）
- 『東京暮色』（小津安二郎 監督、1957年） - 沼田孝子
- 『智恵子抄』（熊谷久虎 監督、1957年） - 智恵子
- 『最後の脱走』（谷口千吉 監督、1957年） - 看護婦・とみ子[注釈 14]
- 『女であること』（川島雄三 監督、1958年） - 佐山市子
- 『東京の休日』（山本嘉次郎 監督、1958年） - ファッション協会理事長
- 『女ごころ』（丸山誠治 監督、1959年） - 伊曽子
- 『日本誕生』（稲垣浩 監督、1959年） - 天照大神[79]
- 『路傍の石』（久松静児 監督、1960年） - 吾一少年の母
- 『娘・妻・母』（成瀬巳喜男 監督、1960年） - 曽我早苗
- 『ふんどし医者』（稲垣浩 監督、1960年） - 蘭方医の妻・いく
- 『秋日和』（小津安二郎 監督、1960年） - 三輪秋子
- 『慕情の人』（丸山誠治 監督、1961年） - 三浦聡子
- 『小早川家の秋』（小津安二郎 監督、1961年） - 小早川秋子
- 『娘と私』（堀川弘通 監督、1962年） - 千鶴子
- 『忠臣蔵 花の巻・雪の巻』（稲垣浩 監督、1962年） - 大石内蔵助の妻・りく[注釈 15]

## 関連文献
- 千葉伸夫『原節子 映画女優の昭和』（大和書房、1987年）
  - 『原節子 伝説の女優』（平凡社ライブラリー、2001年）
- 四方田犬彦『日本の女優』（岩波書店、2000年）
  - 『李香蘭と原節子』（岩波現代文庫、2011年）
- 末延芳晴『原節子、号泣す』（集英社新書、2014年）
- 田村千穂『マリリン・モンローと原節子』（筑摩選書、2015年）
- 北村匡平『スター女優の文化社会学－戦後日本が欲望した聖女と魔女』（作品社、2017年）